# Ludwig Philipp (Fußballspieler)
Ludwig Philipp (* 20. Dezember 1889; † 4. Januar 1964), auch „Fips“ gerufen, war ein deutscher Fußballspieler.

## Karriere

### Vereine
Philipp spielte zunächst für den FC Noris Nürnberg, der aus der Fußballabteilung des MTV Nürnberg hervorgegangen war.
Philipp gehörte von 1905 bis 1919 dem 1. FC Nürnberg an, für den er in den vom Süddeutschen Fußball-Verband organisierten Meisterschaften zum Einsatz kam. Zunächst spielte er die Saison 1905/06 im Gau Nordbayern innerhalb des Südkreises und gewann sogleich seinen ersten Titel.
In der Folgesaison spielte er im Gau Mittelfranken innerhalb des Ostkreises, aus der er als Meister hervorging, die Ostkreismeisterschaft gewann, jedoch das Finale um die Süddeutsche Meisterschaft gegen den Freiburger FC nach Hin- und Rückspiel im Gesamtergebnis mit 2:4 verlor. In den darauffolgenden Spielzeiten gewann er weitere Titel mit der Mannschaft. Ob der Erfolge reichte es 1908 und 1909 jeweils zur Süddeutschen Vizemeisterschaft. 1916 reichte es dann doch zum Titel, bedingt durch den am 30. Juli in Stuttgart gegen den FC Pfalz Ludwigshafen erkämpften 4:1-Sieg.
1919 wechselte er – aufgrund angeblich zu wenig gezahlter Spesen – zum Nürnberger FV, der am 1. Juli 1925 dem ASN Nürnberg beitrat.
Von 1926 bis 1931 war er für Wormatia Worms als Spielertrainer aktiv. In der in zwei Gruppen aufgeteilten Bezirksliga Main/Hessen führte er die Mannschaft zu vier Meisterschaften in der Gruppe Hessen und nahm infolgedessen auch viermal an der Endrunde um die Süddeutsche Meisterschaft teil.

### Nationalmannschaft
Zwei Länderspiele bestritt der Allrounder im Jahre 1910, der nicht nur Mittelstürmer spielen, sondern auch als Linksaußen, Halblinker und Verteidiger eingesetzt werden konnte. Dabei kam ihm seine Schnelligkeit zugute; immerhin war er ein talentierter Leichtathlet, der nordbayerischer Meister im 100-Meter-Lauf gewesen war. Sein Debüt in der A-Nationalmannschaft gab er am 3. April in Basel beim 3:2-Sieg über die Schweizer Nationalmannschaft. Mit der 2:4-Niederlage gegen die Nationalmannschaft der Niederlande am 24. April in Arnheim endete seine Karriere als Nationalspieler, den ersten den der Club stellte und zugleich der erste aus Bayern.

Philipp (2. von rechts) mit der Mannschaft des Ostkreismeisters von 1908

## Erfolge
- Süddeutscher Meister 1916
- Ostkreismeister 1907, 1908, 1909, 1916
- Gaumeister Mittelfranken 1907, 1908, 1909, 1910
- Nordbayerischer Meister 1906

## Sonstiges
1947 war er für einen Monat als Interimstrainer der SpVgg Fürth tätig.